# Antiguo Palacio del Ayuntamiento (Ciutat de Mèxic)
L'Antiguo Palacio del Ayuntamiento o Antic Palau de l'Ajuntament de la ciutat de Mèxic és la seu del Govern del Districte Federal, poder executiu local del Districte Federal de Mèxic. Hi té el seu despatx el cap de Govern i les principals direccions de l'administració de la capital. Dins alberga patrimoni històric com el Saló de Cabildos i el Centre de Documentació Francisco Gamoneda. En ell es va reunir el primer ajuntament de la ciutat el 10 de maig de 1524.